# Bahnstrecke Bern–Luzern
| RegioExpress der BLS bei der Durchfahrt in Malters |                                                                                                  |                                     |                            |
| Streckennummer (BAV): | 290 (Bern Wankdorf–Gümligen) 460 (Gümligen–Langnau im Emmental–Fluhmühle) 500 (Fluhmühle–Luzern) |                                     |                            |
| Fahrplanfeld: | 460                                                                                              |                                     |                            |
| Spurweite: | 1435 mm (Normalspur)                                                                             |                                     |                            |
| Stromsystem: | 15 kV 16,7 Hz ~                                                                                  |                                     |                            |
| |                                                                                                  |                                     |                            |
| \| \| \| von Freiburg \| \| \| \| 106,13 \| Bern \| 540 m ü. M. \| \| \| \| nach Solothurn \| \| \| \| \| Rote Brücke \| \| \| \| \| Lorraineviadukt \| 1080 m \| \| \| \| \| \| \| \| \| \| \| \| \| 103,33108,58 \| \| \| \| \| 108,98 \| Bern Wankdorf \| Bern Wankdorf \| \| \| 109,48 \| nach Olten \| nach Olten \| \| \| 110,77 \| Ostermundigen \| Ostermundigen \| \| \| \| Steinbruch \| \| \| \| \| \| \| \| \| \| RBS von Bern \| \| \| \| 113,96 \| Gümligen \| Gümligen \| \| \| 113,967,69 \| \| \| \| \| \| RBS nach Worb Dorf \| \| \| \| 8,93 \| nach Thun \| nach Thun \| \| \| 12,99 \| Worb SBB \| Worb SBB \| \| \| 17,22 \| Tägertschi \| Tägertschi \| \| \| \| von Thun \| \| \| \| 20,53 \| Konolfingen \| 663 m ü. M. \| \| \| \| nach Burgdorf \| \| \| \| 24,34 \| Zäziwil \| Zäziwil \| \| \| 27,28 \| Bowil \| Bowil \| \| \| 30,37 \| Signau \| Signau \| \| \| 34,09 \| Emmenmatt \| Emmenmatt \| \| \| \| Schnurtobel-Brücke \| 80 m \| \| \| \| Emmentalbahn von Burgdorf \| \| \| \| 34,73 \| Obermatt \| Obermatt \| \| \| 37,47 \| Langnau i.E. \| Langnau i.E. \| \| \| 43,13 \| Trubschachen \| Trubschachen \| \| \| 48,27 \| Wiggen \| Wiggen \| \| \| \| Tunnel Wiggen \| 40 m \| \| \| 52,19 \| Escholzmatt \| 853 m ü. M. \| \| \| \| \| \| \| \| \| Waldemme-Brücke bei Schüpfheim \| 32 m \| \| \| 60,07 \| Schüpfheim \| Schüpfheim \| \| \| 64,14 \| Hasle LU \| Hasle LU \| \| \| \| Entlen-Brücke \| 38 m \| \| \| 66,37 \| Entlebuch \| Entlebuch \| \| \| \| Wilzigen-Tunnel \| 250 m \| \| \| \| Entlenstalden-Tunnel \| 80 m \| \| \| \| Oberer Schächtli-Tunnel \| 44 m \| \| \| \| Unterer Schächtli-Tunnel \| 96 m \| \| \| 70,74 \| Doppleschwand-Romoos \| Doppleschwand-Romoos \| \| \| \| Tunnel Wolhusen \| 150 m \| \| \| \| Kleine-Emme-Brücke bei Wolhusen \| 45 m \| \| \| \| von Langenthal \| \| \| \| 74,36 \| Wolhusen \| Wolhusen \| \| \| \| Werthensteiner Tunnel \| 30 m \| \| \| 76,15 \| Werthenstein \| Werthenstein \| \| \| \| Kleine Emme-Brücke bei Werthenstein \| 45 m \| \| \| 80,14 \| Schachen LU \| Schachen LU \| \| \| 83,15 \| Malters \| Malters \| \| \| 89,21 \| Luzern Littau \| Luzern Littau \| \| \| \| Zimmeregg-Tunnel \| 1133 m \| \| \| \| von Rotkreuz und von Olten \| \| \| \| 92,73 \| Gütsch \| Gütsch \| \| \| \| von Immensee \| \| \| \| \| Gütsch-Tunnel \| 326 m \| \| \| 93,33 \| Heimbach \| Heimbach \| \| \| \| Schönheim-Tunnel \| 199 m \| \| \| \| von Interlaken Ost \| \| \| \| 95,05 \| Luzern \| 436 m ü. M. \| |                                                                                                  |                                     |                            |
| Strecke |                                                                                                  | von Freiburg                        | von Freiburg               |
| Bahnhof · Kopfbahnhof Streckenanfang (im Tunnel) | 106,13                                                                                           | Bern                                | 540 m ü. M.                |
| Strecke von links (außer Betrieb) · Abzweig geradeaus und ehemals nach rechts · Strecke nach links (im Tunnel) |                                                                                                  | nach Solothurn                      | nach Solothurn             |
| Brücke über Wasserlauf (Strecke außer Betrieb) · Strecke |                                                                                                  | Rote Brücke                         | Rote Brücke                |
| Strecke (außer Betrieb) · Brücke über Wasserlauf |                                                                                                  | Lorraineviadukt                     | 1080 m                     |
| Strecke nach links (außer Betrieb) · Abzweig geradeaus und ehemals von rechts |                                                                                                  |                                     |                            |
| Strecke von links (außer Betrieb) · Abzweig geradeaus und ehemals nach rechts |                                                                                                  |                                     |                            |
| Strecke (außer Betrieb) · Abzweig geradeaus und nach links · Strecke von rechts | 103,33108,58                                                                                     |                                     |                            |
| Strecke (außer Betrieb) · Bahnhof · Bahnhof | 108,98                                                                                           | Bern Wankdorf                       | Bern Wankdorf              |
| Abzweig geradeaus und von links · Abzweig quer und nach links | 109,48                                                                                           | nach Olten                          | nach Olten                 |
| ehemaliger Bahnhof · Bahnhof | 110,77                                                                                           | Ostermundigen                       | Ostermundigen              |
| Abzweig geradeaus und ehemals nach links · Kreuzung (Querstrecke außer Betrieb) · Strecke quer (außer Betrieb) |                                                                                                  | Steinbruch                          | Steinbruch                 |
| Strecke nach links · Abzweig geradeaus und von rechts |                                                                                                  |                                     |                            |
| Strecke quer · Kreuzung geradeaus unten · Strecke von rechts |                                                                                                  | RBS von Bern                        | RBS von Bern               |
| Bahnhof · Bahnhof | 113,96                                                                                           | Gümligen                            | Gümligen                   |
| Strecke · Strecke | 113,967,69                                                                                       |                                     |                            |
| Strecke · Strecke nach links |                                                                                                  | RBS nach Worb Dorf                  | RBS nach Worb Dorf         |
| Abzweig geradeaus und nach rechts | 8,93                                                                                             | nach Thun                           | nach Thun                  |
| Bahnhof | 12,99                                                                                            | Worb SBB                            | Worb SBB                   |
| Bahnhof | 17,22                                                                                            | Tägertschi                          | Tägertschi                 |
| Abzweig geradeaus und von rechts |                                                                                                  | von Thun                            | von Thun                   |
| Bahnhof | 20,53                                                                                            | Konolfingen                         | 663 m ü. M.                |
| Abzweig geradeaus und nach links |                                                                                                  | nach Burgdorf                       | nach Burgdorf              |
| Bahnhof | 24,34                                                                                            | Zäziwil                             | Zäziwil                    |
| Bahnhof | 27,28                                                                                            | Bowil                               | Bowil                      |
| Bahnhof | 30,37                                                                                            | Signau                              | Signau                     |
| Bahnhof | 34,09                                                                                            | Emmenmatt                           | Emmenmatt                  |
| Brücke über Wasserlauf |                                                                                                  | Schnurtobel-Brücke                  | 80 m                       |
| Abzweig geradeaus und von links |                                                                                                  | Emmentalbahn von Burgdorf           | Emmentalbahn von Burgdorf  |
| Dienststation / Betriebs- oder Güterbahnhof | 34,73                                                                                            | Obermatt                            | Obermatt                   |
| Bahnhof | 37,47                                                                                            | Langnau i.E.                        | Langnau i.E.               |
| Bahnhof | 43,13                                                                                            | Trubschachen                        | Trubschachen               |
| ehemaliger Bahnhof | 48,27                                                                                            | Wiggen                              | Wiggen                     |
| Tunnel |                                                                                                  | Tunnel Wiggen                       | 40 m                       |
| Bahnhof | 52,19                                                                                            | Escholzmatt                         | 853 m ü. M.                |
| Kulminations-/Scheitelpunkt |                                                                                                  |                                     |                            |
| Brücke über Wasserlauf |                                                                                                  | Waldemme-Brücke bei Schüpfheim      | 32 m                       |
| Bahnhof | 60,07                                                                                            | Schüpfheim                          | Schüpfheim                 |
| Haltepunkt / Haltestelle | 64,14                                                                                            | Hasle LU                            | Hasle LU                   |
| Brücke über Wasserlauf |                                                                                                  | Entlen-Brücke                       | 38 m                       |
| Bahnhof | 66,37                                                                                            | Entlebuch                           | Entlebuch                  |
| Tunnel |                                                                                                  | Wilzigen-Tunnel                     | 250 m                      |
| Tunnel |                                                                                                  | Entlenstalden-Tunnel                | 80 m                       |
| Tunnel |                                                                                                  | Oberer Schächtli-Tunnel             | 44 m                       |
| Tunnel |                                                                                                  | Unterer Schächtli-Tunnel            | 96 m                       |
| ehemaliger Bahnhof | 70,74                                                                                            | Doppleschwand-Romoos                | Doppleschwand-Romoos       |
| Tunnel |                                                                                                  | Tunnel Wolhusen                     | 150 m                      |
| Brücke über Wasserlauf |                                                                                                  | Kleine-Emme-Brücke bei Wolhusen     | 45 m                       |
| Abzweig geradeaus und von links |                                                                                                  | von Langenthal                      | von Langenthal             |
| Bahnhof | 74,36                                                                                            | Wolhusen                            | Wolhusen                   |
| Tunnel |                                                                                                  | Werthensteiner Tunnel               | 30 m                       |
| Haltepunkt / Haltestelle | 76,15                                                                                            | Werthenstein                        | Werthenstein               |
| Brücke über Wasserlauf |                                                                                                  | Kleine Emme-Brücke bei Werthenstein | 45 m                       |
| Bahnhof | 80,14                                                                                            | Schachen LU                         | Schachen LU                |
| Bahnhof | 83,15                                                                                            | Malters                             | Malters                    |
| Bahnhof | 89,21                                                                                            | Luzern Littau                       | Luzern Littau              |
| Tunnel |                                                                                                  | Zimmeregg-Tunnel                    | 1133 m                     |
| Abzweig geradeaus und von links |                                                                                                  | von Rotkreuz und von Olten          | von Rotkreuz und von Olten |
| Dienststation / Betriebs- oder Güterbahnhof | 92,73                                                                                            | Gütsch                              | Gütsch                     |
| Abzweig geradeaus und von links |                                                                                                  | von Immensee                        | von Immensee               |
| Tunnel |                                                                                                  | Gütsch-Tunnel                       | 326 m                      |
| Dienststation / Betriebs- oder Güterbahnhof | 93,33                                                                                            | Heimbach                            | Heimbach                   |
| Tunnel |                                                                                                  | Schönheim-Tunnel                    | 199 m                      |
| Strecke von rechts · Strecke |                                                                                                  | von Interlaken Ost                  | von Interlaken Ost         |
| Kopfbahnhof Streckenende · Kopfbahnhof Streckenende | 95,05                                                                                            | Luzern                              | 436 m ü. M.                |

Die Bahnstrecke Bern–Luzern ist eine teilweise doppelspurige, elektrifizierte Bahnstrecke durch das Entlebuch. Das Hauptteilstück zwischen Langnau und Gütsch bei Luzern wurde am 11. August 1875 eröffnet.

## Geschichte

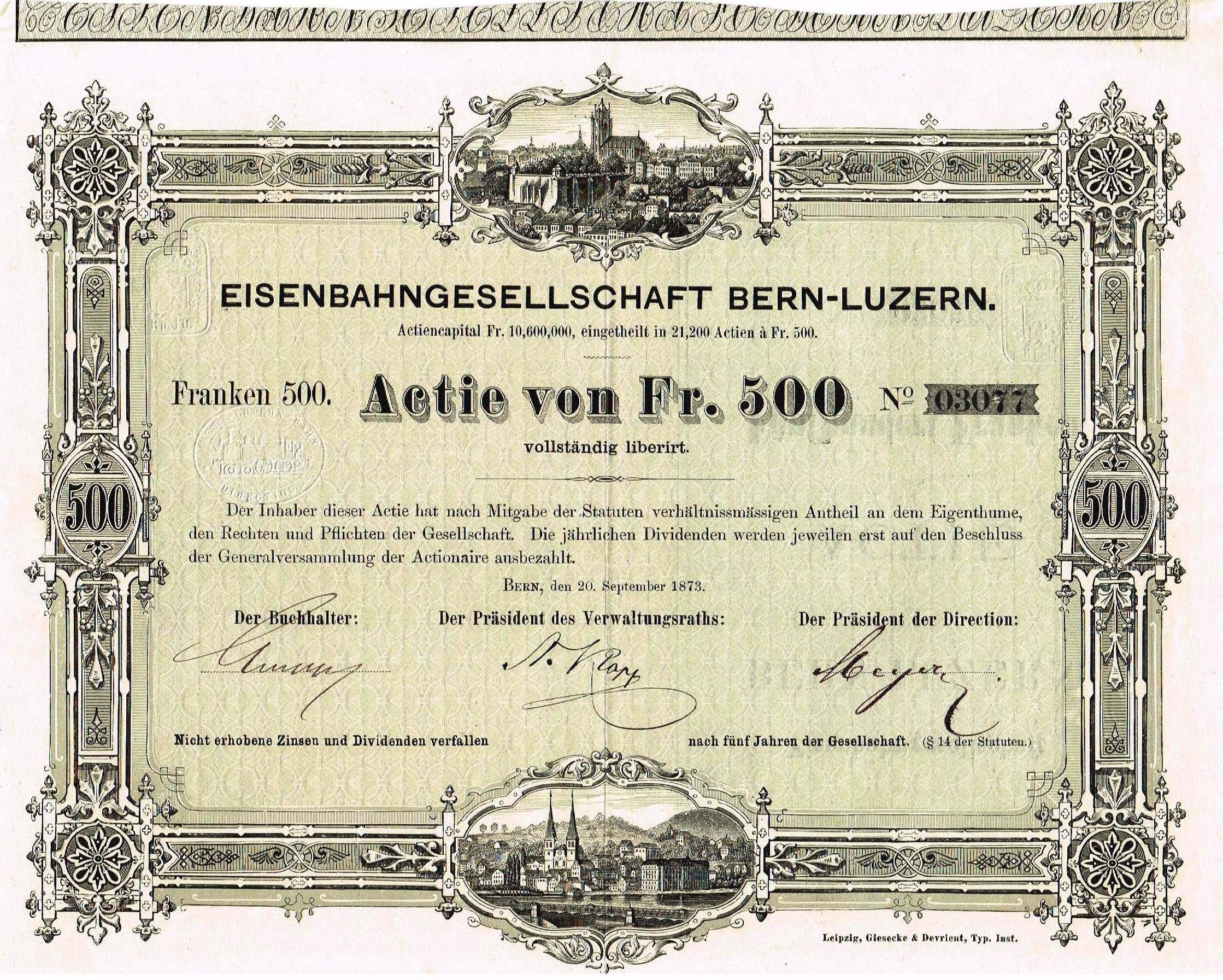
Aktie der Eisenbahngesellschaft Bern-Luzern (Bern-Luzern-Bahn) vom 20. September 1873

Im Jahr 1857 plante die Schweizerische Ostwestbahn eine durchgehende Linie La Neuveville–Biel–Bern–Gümligen–Langnau–Luzern–Zug–Zürich mit einer Abzweigung von Zug nach Rapperswil, deren Teil die Strecke hätte werden sollen. Da der Bau ohne gesicherte Finanzierung begonnen worden war, ging die Gesellschaft bankrott. Der Kanton Bern übernahm die bernischen Anteile der Strecke und liess sie zu Ende bauen. Am 1. Juni 1864 wurde der Abschnitt Gümligen–Langnau durch die Bernische Staatsbahn eröffnet. 1875 übernahm die Bern-Luzern-Bahn (BLB) den Abschnitt und eröffnete am 11. August den verbleibenden Abschnitt zwischen Gütsch bei Luzern und Langnau. So war nun ein durchgehender Betrieb zwischen Bern und Luzern möglich. Doch wegen überhöhter Baukosten war die BLB zahlungsunfähig geworden, so dass diese 1877 wiederum vom Kanton Bern als Hauptgläubiger der BLB aufgekauft wurde, der die Chemins de fer du Jura bernois (JB) mit der Betriebsführung beauftragte. Ab 1882 wurde dann die Strecke Bern–Luzern von der JB gepachtet, die ihren Namen 1884 in Jura–Bern–Luzern (JBL) änderte. 1890 schliesslich ging die JLB in der neugegründeten Jura-Simplon-Bahn (JS) auf, die auch die Strecke Bern–Luzern vom Kanton Bern erwarb. Mit der Verstaatlichung der JS 1902 kam dann auch die Strecke Bern–Luzern zu den Schweizerischen Bundesbahnen (SBB).
Nachdem die Abschnitte Bern–Gümligen, Obermatt–Langnau und Gütsch–Luzern als Teile anderer Bahnstrecken bereits 1919 beziehungsweise 1924 elektrifiziert worden waren, wurde der Grossteil der Strecke auf den 15. August 1934 elektrifiziert. Per Fahrplanwechsel am 12. Dezember 2004 gingen die neuen doppelspurigen Abschnitte zwischen Worb SBB–Tägertschi, Konolfingen–Zäziwil und Bowil–Emmenmatt in Betrieb, um den Stundentakt Bern–Luzern auf dieser Linie herzustellen.

## Unfälle
Am 17. Oktober 1943 stellte in Schüpfheim der Stationsvorstand die Einfahrweiche unter dem vorletzten Wagen eines vorbeifahrenden Schnellzugs Luzern–Bern. Die beiden Wagen entgleisten und stiessen gegen die Lokomotive des Gegenzuges, der die Zugskreuzung abwartete. Die beiden Wagen wurden schwer beschädigt, sechs Personen starben, rund fünfzig Reisende wurden zum Teil schwer verletzt. 
Am 21. April 1952 kam es bei der Dienststation Obermatt zwischen Emmenmatt und Langnau zu einem Frontalzusammenstoss zwischen einem mit der Be 4/4 105 bespannten Güterzug der Emmental-Burgdorf-Thun-Bahn (EBT) und der Lokomotive Ae 3/6 II 10424 der SBB. Wegen schlechter Sicht prallten die Fahrzeuge mit voller Wucht aufeinander. Der Lokomotivführer des Güterzugs kam dabei ums Leben, sein Kollege der SBB konnte sich mit einem Sprung ab der Maschine retten. Vier Zugbegleiter wurden verletzt.
Am 30. August 1979 stiess bei Littau ein von einer Ae 4/7 gezogener Zug in eine Komposition mit dem RBe 4/4 1461. Acht Personen verletzten sich.

## Betrieb
Auf der Strecke verkehrt die S 2  der S-Bahn Bern zwischen Bern und Langnau halbstündlich und die S 6 der S-Bahn Luzern zwischen Luzern und Langnau stündlich. Letztere ist Teil eines Flügelzugs, der andere Zugteil verkehrt ab Wolhusen jeweils nach Langenthal. Weiter verkehrt der RegioExpress zwischen Luzern und Bern stündlich mit dem Typ Mika (RABe 528). Seit Dezember 2016 wird der Regioexpress 7 in Wolhusen mit der S7 von Langenthal geflügelt, um eine zweite umsteigefreie Direktverbindung nach Luzern herzustellen. Der operative Betrieb aller drei Linien obliegt seit Fahrplanwechsel 2010 der BLS AG, zuvor wurde die S6 gemeinsam von BLS und SBB betrieben. Bis zum Fahrplanwechsel 2004 führten zweistündlich InterRegio-Züge der SBB von Luzern nach Bern und weiter zum Genfer Flughafen; sie hielten in Wolhusen, Langnau und Konolfingen, am Tagesrand auch in Schüpfheim. Seit 2004 werden diese Züge via Zofingen und die Neubaustrecke Mattstetten–Rothrist geführt, um die Reisezeit zwischen Bern und Luzern bei 60 Minuten zu halten. Daraufhin wurde der RegioExpress als Ersatz eingeführt.